# 鈴木義伸
鈴木 義伸（すずき よしのぶ、1896年（明治29年）2月29日 - 1947年（昭和22年）3月3日）は、大正から昭和前期の実業家、政治家。高松市長。

## 経歴
香川県高松市古馬場町で「伏石屋」鈴木幾次郎の長男として生まれる。高松中学校（現香川県立高松高等学校）、第三高等学校を経て、1920年（大正9年）7月、京都帝国大学法学部法律学科を卒業。東京の高田商会に勤務した。
1925年（大正14年）に帰郷し、高松市会議員に当選。その後、市会議長（1934年（昭和9年）3月から1938年（昭和13年）3月まで）、四国水力電気高松出張所長を務めた。
1942年（昭和17年）第21回衆議院議員総選挙において、翼賛政治体制協議会推薦で香川1区から立候補したが落選。同年7月1日、高松市長に就任し、大政翼賛会香川県支部錬成部長、同顧問も務めた。戦時下の対応、高松空襲被災者の救護、戦後の復興事業などに尽力したが、過労により体調を崩し、1946年（昭和21年）1月15日に市長を退任した。間もなく公職追放となり、追放中の1947年（昭和22年）3月に死去した。

## 親族
- 祖父 鈴木伝五郎（実業家・貴族院多額納税者議員）[3]
- 母 鈴木ユキ（祖父の長女）[8]